# Somers-Nunatak
Der Somers-Nunatak ist ein etwa 600 m hoher Nunatak an der Loubet-Küste des Grahamlands im Norden der Antarktischen Halbinsel. Auf der Arrowsmith-Halbinsel ragt er am Westrand des Reid-Gletschers auf und bietet einen guten Ausblick auf zahlreiche geographische Objekte in der Umgebung.
Der British Antarctic Survey (BAS) nahm zwischen 1980 und 1981 geologische Arbeiten in diesem Gebiet vor. Das UK Antarctic Place-Names Committee benannte den Nunatak 1984 nach Geoffrey Usher Somers (* 1950), der von 1978 bis 1981 als Assistenzwissenschaftler des BAS auf der Rothera-Station tätig und an diesen Arbeiten beteiligt war.